# Litsea glutinosa
Litsea glutinosa är en lagerväxtart som först beskrevs av João de Loureiro och fick sitt nu gällande namn av Charles Budd Robinson. Litsea glutinosa ingår i släktet Litsea och familjen lagerväxter.

## Underarter
Arten delas in i följande underarter:
- L. g. brideliifolia
- L. g. glabraria